# 아크졸 마흐무도프
아크졸 마하마자노비치 마흐무도프(키르기스어·러시아어: Акжол Махамаджанович Махму́дов, 1999년 4월 15일~)는 키르기스스탄의 레슬링 선수로 2020년 하계 올림픽 그레코로만형 웰터급 은메달, 2024년 하계 올림픽 그레코로만형 웰터급 동메달을 획득했다. 